# Lohne (Bad Sassendorf)
Lohne ist ein Ortsteil der Gemeinde Bad Sassendorf im nordrhein-westfälischen Kreis Soest. 
Der Ort liegt östlich des Kernortes Bad Sassendorf an der L 688 und L 856. Südlich verläuft die A 44. Nördlich erstreckt sich das 36,8819 ha große Naturschutzgebiet Ahse nördlich Lohne. Die Ahse entspringt hier und mündet in Hamm in die Lippe.

## Sehenswürdigkeiten
In der Liste der Baudenkmäler in Bad Sassendorf sind für Lohne 17 Baudenkmäler aufgeführt.